# News every.
『news every.』（ニュース・エブリィ）は、2010年（平成22年）3月29日から日本テレビおよびNNN系列各局で、平日と土曜、年末年始の夕方に放送されているニュース・情報番組。ステレオ放送、リアルタイム字幕放送を実施。略称および番組タイトルコールは『every.』（新聞ラテ欄では『[N]every.』と表記）。

## 概要
2006年4月3日から2010年3月27日まで4年間放送された『NNN Newsリアルタイム』（以下、リアルタイム）の後継番組として、2010年3月29日より放送が開始された。
番組コンセプトは「ミンナが、生きやすく」。
同局系夕方の全国ニュースで番組名に「NNN」を冠さないスタイルは、1966年4月のNNN発足以来初となる。年末年始には後述の通り、一部の日を除き本番組の30分の短縮版として編成される。2011年10月3日からステレオ放送（モノステレオ放送）を実施、2014年1月6日からフルステレオ放送になった。

## 歴史

### 平日版

#### 藤井時代（2010年3月 - 2024年3月）
初代メインキャスターには、2005年3月に『NNNニュースプラス1』を降板して以来5年ぶりに夕方の報道番組へ復帰となった藤井貴彦（日本テレビアナウンサー）、『リアルタイム』から続投のスポーツコメンテーター・陣内貴美子、2010年3月まで『NNNストレイトニュース（平日版）』（日テレNEWS24制作）や『おもいッきりDON!』『情報ライブ ミヤネ屋』（後者は読売テレビ制作）のニュースコーナーを担当していた丸岡いずみ（当時日本テレビ報道局記者）を起用。また、水曜日の曜日キャスターとして人気アイドルグループ・NEWSのメンバー・小山慶一郎を起用した。
開始当初、平日版は全曜日2部制を敷いており、『リアルタイム』時代から引き続き16:53（金曜日は17:00） - 17:50の第1部と、17:50 - 19:00の第2部（17:50 - 18:16は全国ネット）で構成されていた。
2011年8月末から、丸岡が突如「夏休み」を理由に出演しなくなり、結局丸岡は同年9月30日をもって体調不良を理由にこのまま降板。同日、丸岡の降板発表は地方局での視聴者に配慮して全国ネット枠終了間際の18:15過ぎに行われ、藤井が「ここで視聴者の皆様にご報告があります。これまで私たちと一緒にニュースをお伝えしてきた丸岡いずみさんが体調不良のため番組を離れることになりました。ご心配をおかけしましたが、回復まで温かく見守っていただければと思います」とコメントした。その後、同年10月3日からはそれまで丸岡の代役を務めてきたサブキャスターの小熊美香（当時日本テレビアナウンサー）が正式にメイン格に昇格。また、同日から枠切りが変更となり、16:53（金曜日は17:00） - 17:53の第1部と、17:53 - 19:00の第2部（17:53 - 18:15は全国ネット）で構成される（関東地区での番組全体の放送時間は従前通り）。2013年4月以降、金曜日は放送時間が16:50開始に変更された（日本テレビで直前に編成する『それいけ!アンパンマン』の放送時間も10分繰り上げ）。
2014年1月6日より月曜日 - 木曜日の開始時刻を15:50に繰り上げた。月曜日 - 木曜日は、15:50 - 16:53を第1部、従前の第1部・第2部をそれぞれ第2部・第3部に改称。金曜日は従前通りとし、パート名の改称は行われなかった。月曜日 - 木曜日の第1部は小山と鈴江奈々（後者は日本テレビアナウンサー）がメインキャスターを務めるほか、コメンテーターとしてかつて『NNNニュースダッシュ』や『NNNきょうの出来事』でキャスターを務めた経験を持つ小栗泉（当時日本テレビ解説委員、現：報道局専門局次長）を起用した。これと同時に第1部の一部コーナーにて、マイスタジオを使用するようになる。これにより、日本テレビの月曜日 - 木曜日は2008年4月 - 7月以来5年5か月ぶりに4:00から19:00まで15時間ほぼ連続の生放送（11時台のミニ番組『ママモコモてれび』と『キユーピー3分クッキング』を除く）となり、突発的な大事件・大事故や自然災害に即座に対応できるようになった。
2014年3月28日で、番組開始から4年間出演してきた小熊が同月31日から『ZIP!』へ異動のため降板。同日から小熊と入れ替わる形でそれまで同番組に出演していた中島芽生（日本テレビアナウンサー）がメインキャスターとして登板した。
2016年3月28日から、それまで月曜日 - 木曜日の第1部のみの出演だった鈴江が全曜日で番組全体のメインキャスターを務めることとなった（中島はサブキャスターに配置転換）ほか、同年4月1日より2部制のまま存置されていた金曜日も15:50開始となり月 - 木曜日同様の枠切りでの3部制に移行することとなった。これにより、同局の平日夕方のニュース番組の放送時間が2005年3月までの『ニュースプラス1』以来11年ぶりに全曜日で統一されることになる。なお、当番組の金曜日の3部制に移行に伴い、関東地区では16時台前半の通販番組『女神のマルシェ』を金曜日10:25 - 10:55枠に、後半のアニメ『それいけ!アンパンマン』を金曜日10:55 - 11:25枠に移動するため、月 - 金曜日10:25 - 11:30枠で放送されていた『PON!』は月 - 木曜日のみの放送になった。また、金曜日の新・第1部は月曜日 - 木曜日と異なり芸能コーナー担当の伊藤綾子（フリーアナウンサー）がメインを張る形となった（ただし、月に一回程度小山も新・金曜第1部に出演）。
2016年9月5日から同年11月25日まで、NEWSスタジオが設備等の改修や新セット建て込みのため使用出来なくなったため、別のスタジオに従来のセットを移築して放送。その後、同月28日から番組開始以来初めてスタジオセットやテーマ曲、テロップなどの演出を一新した。
2017年3月31日をもって、『リアルタイム』時代から9年半芸能コーナー担当として出演してきた伊藤が降板。同年4月3日からは伊藤の後任として、過去に『王様のブランチ』（TBSテレビ）でリポーターを務めるなどの経験があった同じ事務所の後輩・寺田ちひろが登板した。
2018年6月には、小山が未成年と飲酒していたことを一部メディアに報じられたことから同月8日から無期限出演自粛となり、前日には番組冒頭で小山が藤井と共に謝罪し、出演自粛を報告した。その後、小山は自らの意向により同年12月をもって番組を降板することを決め、同月19日の番組内でこのことが藤井が小山の手紙を代読する形で報告された。これ以降はそれまで出演していなかった藤井が第1部のメインキャスターも担当する事になる。
2019年9月27日をもって、2年半「カルスポっ!」のコーナーキャスターを務めていた寺田が降板、同月30日からは後任としてかつて山梨放送でアナウンサーをしていた経験のあるハードキャッスル・エリザベス（フリーアナウンサー）が登板。さらに、中島が同年10月6日から日曜朝の情報バラエティー番組『シューイチ』にニュースキャスターとして出演することとなったため、出演曜日を月曜日 - 木曜日に縮小、空いた金曜日には同月4日から市來玲奈（日本テレビアナウンサー）が登板した。
2020年4月13日から2021年3月31日までは、新型コロナウイルス感染防止対策で、陣内は日本テレビマイスタジオから、鈴江・中島は報道フロアからの出演となった。その新型コロナ関連のニュースでは主に松本哲哉、寺嶋毅、水野泰孝といった専門家に見解を伺った。
2020年9月28日からキャスター陣の一部入れ替えが行われ、藤井・陣内は従前通り全曜日のメインキャスターを務める一方で、鈴江の出演曜日が月曜日 - 水曜日に縮小され、木曜日・金曜日は中島がメインキャスターを務めることとなった。また、木曜日・金曜日のサブキャスターとして後呂有紗（日本テレビアナウンサー）が登板した（月曜日 - 水曜日は市來がサブキャスターを担当）。また、同年10月1日から関東地区では後続番組への接続がステブレレスとなり、これでテレビ東京以外の在京民放キー4局では夕方の報道番組から19時台の番組への接続が全てステブレレスとなった。
2021年6月2日をもって、これまで約7年半出演してきた鈴江が第2子出産に伴う産休に入るため降板。このため、同月7日からは中島の出演曜日が月曜日 - 水曜日に変更されたほか、同月10日から木曜日・金曜日のメインキャスターとして徳島えりか（日本テレビアナウンサー）が登板した。
2021年10月1日をもって、エリザベスが海外を拠点に働く一般男性との結婚によるキャスター引退に伴い降板。同月4日からは後任としてかつて出演していた伊藤や寺田と同じ事務所に所属するフリーアナウンサー・刈川くるみが登板した。
2022年5月5日から鈴江が復帰。ただしキャスター陣の顔ぶれは変動せず、藤井の第1部出演を月 - 水曜日に縮小させて、木・金曜の第1部メインキャスターを鈴江が担当する事になった。
2023年3月31日、9年間サブキャスターを担当した中島が『news zero』へ異動するため降板。徳島の出演曜日を月 - 水曜日にスライドさせて、空いた木・金曜には新たに辻岡義堂（日本テレビアナウンサー）が加わった。また、スポーツキャスターも総入れ替えとなった。
2024年3月21日放送分をもって番組開始当初から14年に渡りメインキャスターを務めた藤井が『news zero』へ異動するため降板。後任のメインキャスターとして鈴江が昇格、さらにもう1人のメインキャスターとして新たに『ZIP!』から森圭介（日本テレビアナウンサー）が加わる事も合わせて発表された。発表があった2023年12月14日の番組内では地方局の飛び乗り・飛び降りに配慮して全国ネット枠終了間際の18:14頃に藤井からの報告という形で伝えられ、最後は『every.特集』並びに各系列局のローカルニュースへの橋渡しコメントを行った。その他、徳島・市來・澁谷も番組を降板した。
2024年3月18日から同年3月22日まで、NEWSスタジオが新セット建て替え工事のため、別のスタジオに仮セットを建てこんで放送していた。

#### 森・鈴江時代（2024年3月 - 現在）
2024年3月25日より、鈴江と森が新たなメインキャスターに就任。また、キャスターとして斎藤佑樹（月・火）と桐谷美玲（水・木）が加入した。新キャスターの2人は毎月1回ペースのコーナーも担当しており、斎藤はスポーツ界の取材のみならず、「大逆転家族!」と題し、逆境からの大逆転を果たした企業や個人商店などを取材するコーナーを、桐谷も近年の物価高で家計が厳しい中でいかにして家計を節約するかを主婦の視点から取材する「キリモリっ!」のコーナーをそれぞれ担当する。
このリニューアルと同時にスタジオセットやテーマ曲、テロップなどの演出を7年ぶりに一新した。また、キャスターには山﨑誠が加入したほか、スポーツキャスターを廃止。スポーツニュースは山﨑と河出（月 - 水）、忽滑谷（木・金）が兼務する形となった。なお、辻岡は中継キャスターとして番組内の中継を担当する。
なお、陣内もこのリニューアル時点では引き続き続投していたが、2024年9月27日放送分をもって番組開始当初から14年半に渡り出演したメインキャスターを降板。発表は同年9月9日の番組内で行われ、藤井の降板同様に地方局の飛び乗り・飛び降りに配慮して全国ネット枠終了間際の18:14頃に陣内からの報告という形で伝えられた。その他、同年9月25日放送分を持って河出が降板し、9月30日放送分より同年度に入社した瀧口麻衣が加入。
2025年3月28日放送分をもってカルチャーキャスターとして3年間出演していた刈川が『Oha!4 NEWS LIVE』へ異動することに伴い降板。同年4月1日放送分より前日まで福島中央テレビでアナウンサーを務め、同日よりフリーアナウンサーとなった直川貴博がキャスターとして加入。

### 土曜版
土曜版の正式名称と地デジEPGの番組名は『news every.サタデー』で、2010年4月3日放送開始。17:19（以前は17:50）までは全国ネットによるNNN全国ニュース扱い、以降はローカルニュース枠だが、山梨放送に限り、2011年3月26日までローカルニュースは18:30から別枠の『ワイドニュースサタデー』を放送していたため、唯一日本テレビと同時ネットしていた。
2013年4月から読売テレビ制作のアニメ枠（この時点では『宇宙兄弟』）が日曜朝7時台前半から当枠に移行することになったため、当番組は30分繰り上げて放送することとなった。17時開始の報道番組は『読売新聞ニュース』が1996年3月に終了して以来17年ぶり。生放送では『TVおじゃマンボウ』が2006年3月に終了して以来7年ぶりとなる。また、2013年からは毎年7月上旬の『THE MUSIC DAY』の放送で休止される場合は代替としてローカルニュースを内包した20分枠の『NNNニュース』を放送する（当番組の出演者が担当）。
2023年10月にネットスポンサーが追加。「ニュースプラス1」土曜版が1995年4月に廃止して以来28年半ぶりにネットスポンサーが付くことになる。
日曜夕方の全国ニュースは『真相報道 バンキシャ!』が割り当てられている。ただし、毎年8月下旬の『24時間テレビ 「愛は地球を救う」』の放送や年末年始などで『バンキシャ!』が休止される場合は代替としてローカルニュースを内包した5 - 10分枠の『NNNニュース』もしくは『NNNニュース&スポーツ』を放送する事例がある。

### 年末年始版
2021年始までは土曜版を含めて放送を休止し、『真相報道 バンキシャ!』と同様に、ローカルニュースを内包した5 - 10分枠の『NNNニュース』、任意ネットの『ニュース』もしくは30分枠の『NNNニュース&スポーツ』が編成されていたが、2021年末から2024年始までは一部の日を除き、通常の夕方ニュースの短縮版として放送する方針とし、本番組も毎年12月30日から1月3日までは30分の短縮版として放送されていた。
基本的には土曜版同様の30分ながらネットスポンサー（平日版・土曜版のネットワークセールスと同じ）付きで放送。2023年末は土曜日も放送することになった（大晦日及び元日を除く）。但し、日曜日にあたる場合は30分枠であっても『NNNニュース』のタイトルで放送された。
2024年末から2025年始の放送に関しては平日版は12月27日の放送をもって2024年内のレギュラー放送を終了（土曜版は同年12月28日）。その後、平日版の休止期間中の年末年始の本番組の放送に関して、これまでレギュラー放送休止期間中の平日や土曜を中心に連日放送してきた30分間の年末年始版は2025年1月3日のみに縮小したほか、同年1月1日は昨年の同日に発生した能登半島地震から1年にあたるのを機に本番組をベースとした報道特別番組である『NNN news every. 特別版 能登半島地震から1年』を編成した（これ以外では本番組を休止とした上で代替の『NNNニュース』を5 - 10分で編成する形となった）。

### 視聴率
関東地区において、2011年1 - 2月・2012年1月には、第2部の月間平均視聴率が同時間帯の夕方ニュース番組の中で同率1位を獲得した（ビデオリサーチ調べ、関東地区・世帯。以下略）。2011年4月以降、16:53 - 19:00全体ではテレビ朝日『スーパーJチャンネル』が月平均で民放同時間帯首位を維持しているが、17:53以降に限れば当番組の第2部が2012年に11週連続で同時間帯トップを獲得したほか、2012年10月クールでも同時間帯トップを獲得している。
2014年1月第2週（同年1月6日 - 12日）から2月第1週（同年2月3日 - 9日）までの月 - 木曜日第1部の平均視聴率は、2013年10月クールの同時間帯の平均視聴率に比べ、1.2ポイント上昇し、2014年1 - 9月の月 - 木曜日第1部の平均視聴率は5.7%を記録し、前年比で大きく上昇している。2014年9月現在の月 - 木曜日第3部および金曜日第2部の平均視聴率は10%を超えている。
2019年6月26日放送分でTBS『Nスタ』を下回り視聴率1位をそちらに譲った。
2020年5月6日（水曜日・振替休日）には月 - 金曜日第3部の世帯視聴率としては歴代最高となる18.5%を記録した。

## 現在の出演者
| 月曜日                                    | 火曜日                              | 水曜日                          | 木曜日                            | 金曜日                                  |
| メインキャスター                          | メインキャスター                    | メインキャスター                | メインキャスター                  | メインキャスター                        |
| ----------------------------------------- | ----------------------------------- | ------------------------------- | --------------------------------- | --------------------------------------- |
| 鈴江奈々 森圭介                           |                                     |                                 |                                   |                                         |
| サブキャスター                            |                                     |                                 |                                   |                                         |
| 斎藤佑樹（元・プロ野球選手）              | 斎藤佑樹（元・プロ野球選手）        | 桐谷美玲（モデル）              | 桐谷美玲（モデル）                | （不在）                                |
| 山﨑誠                                    |                                     |                                 |                                   |                                         |
| カルチャーキャスター                      |                                     |                                 |                                   |                                         |
| 直川貴博（フリーアナウンサー）            |                                     |                                 |                                   |                                         |
| スポーツキャスター                        |                                     |                                 |                                   |                                         |
| 瀧口麻衣                                  | 瀧口麻衣                            | 忽滑谷こころ                    | 忽滑谷こころ                      | 忽滑谷こころ                            |
| 中継キャスター                            |                                     |                                 |                                   |                                         |
| 辻岡義堂                                  |                                     |                                 |                                   |                                         |
| 「#みんなのギモン」担当（第1部）          |                                     |                                 |                                   |                                         |
| 近野宏明 （日本テレビ報道局経済部デスク） | 加納美也子 （日本テレビ社会部記者） | 矢岡隆一郎 （日本テレビ政治部） | 大野伸 （日本テレビ経済部デスク） | 小野高弘 （日本テレビ報道局調査報道班） |
| お天気キャスター                          |                                     |                                 |                                   |                                         |
| 木原実（気象予報士）                      |                                     |                                 |                                   |                                         |

## 過去の出演者

### news every.
月 - 木曜日は2013年12月まで、金曜日は2016年3月まで第2部・第3部をそれぞれ第1部・第2部と呼称していた。

#### メインキャスター・サブキャスター
| 期間 | 期間          | 第1部               | 第1部               | 第1部               | 第1部               | 第1部                | 第1部                      | 第1部                      | 第1部                      | 第1部                 | 第1部                 | 第1部                             | 第1部                             |
| 期間 | 期間          | メインキャスター    | メインキャスター    | メインキャスター    | メインキャスター    | メインキャスター     | サブキャスター             | サブキャスター             | サブキャスター             | サブキャスター        | サブキャスター        | マンスリーキャスター (金曜日のみ) | マンスリーキャスター (金曜日のみ) |
| 期間 | 期間          | 月曜日              | 火曜日              | 水曜日              | 木曜日              | 金曜日               | 月曜日                     | 火曜日                     | 水曜日                     | 木曜日                | 金曜日                | 女性                              | 男性                              |
| --- | ------------- | ------------------- | ------------------- | ------------------- | ------------------- | -------------------- | -------------------------- | -------------------------- | -------------------------- | --------------------- | --------------------- | --------------------------------- | --------------------------------- |
| 2014年1月6日 | 2014年3月21日 | 小山慶一郎 鈴江奈々 | 小山慶一郎 鈴江奈々 | 小山慶一郎 鈴江奈々 | 小山慶一郎 鈴江奈々 | （放送なし）         | 藤井貴彦 小熊美香          | 藤井貴彦 小熊美香          | 藤井貴彦 小熊美香          | 藤井貴彦 小熊美香     | （放送なし）          | （放送なし）                      | （放送なし）                      |
| 2014年3月24日 | 2016年3月25日 | 小山慶一郎 鈴江奈々 | 小山慶一郎 鈴江奈々 | 小山慶一郎 鈴江奈々 | 小山慶一郎 鈴江奈々 | （放送なし）         | 藤井貴彦 中島芽生          | 藤井貴彦 中島芽生          | 藤井貴彦 中島芽生          | 藤井貴彦 中島芽生     | （放送なし）          | （放送なし）                      | （放送なし）                      |
| 2016年3月28日 | 2017年3月31日 | 小山慶一郎3         | 小山慶一郎3         | 小山慶一郎3         | 小山慶一郎3         | 小山慶一郎2 伊藤綾子 | 藤井貴彦 中島芽生          | 藤井貴彦 中島芽生          | 藤井貴彦 中島芽生          | 藤井貴彦 中島芽生     | 藤井貴彦 中島芽生     | （配置なし）                      | （配置なし）                      |
| 2017年4月3日 | 2017年7月14日 | 小山慶一郎3         | 小山慶一郎3         | 小山慶一郎3         | 小山慶一郎3         | 小山慶一郎3 中島芽生 | 藤井貴彦 中島芽生          | 藤井貴彦 中島芽生          | 藤井貴彦 中島芽生          | 藤井貴彦 中島芽生     | 藤井貴彦 鈴江奈々     | （配置なし）                      | （配置なし）                      |
| 2017年7月17日 | 2018年3月30日 | 小山慶一郎3         | 小山慶一郎3         | 小山慶一郎3         | 小山慶一郎3         | 小山慶一郎3 中島芽生 | 藤井貴彦 中島芽生          | 藤井貴彦 中島芽生          | 藤井貴彦 中島芽生          | 藤井貴彦 中島芽生     | 藤井貴彦 鈴江奈々     | 奥山佳恵                          | （配置なし）                      |
| 2018年4月2日 | 2018年6月6日  | 小山慶一郎3         | 小山慶一郎3         | 小山慶一郎3         | 小山慶一郎3         | 小山慶一郎3 中島芽生 | 藤井貴彦 中島芽生          | 藤井貴彦 中島芽生          | 藤井貴彦 中島芽生          | 藤井貴彦 中島芽生     | 藤井貴彦 鈴江奈々     | 奥山佳恵                          | 横山だいすけ                      |
| 2018年6月7日 | 2019年9月27日 | 鈴江奈々 中島芽生   | 鈴江奈々 中島芽生   | 鈴江奈々 中島芽生   | 鈴江奈々 中島芽生   | 鈴江奈々 中島芽生    | 藤井貴彦                   | 藤井貴彦                   | 藤井貴彦                   | 藤井貴彦              | 藤井貴彦              | 奥山佳恵                          | 横山だいすけ                      |
| 2019年9月30日 | 2020年9月25日 | 鈴江奈々 中島芽生5  | 鈴江奈々 中島芽生5  | 鈴江奈々 中島芽生5  | 鈴江奈々 中島芽生5  | 鈴江奈々             | 藤井貴彦                   | 藤井貴彦                   | 藤井貴彦                   | 藤井貴彦              | 藤井貴彦 市來玲奈5    | 奥山佳恵                          | 横山だいすけ                      |
| 2020年9月28日 | 2021年3月12日 | 藤井貴彦            | 藤井貴彦            | 藤井貴彦            | 藤井貴彦            | 藤井貴彦             | 鈴江奈々 市來玲奈          | 鈴江奈々 市來玲奈          | 鈴江奈々 市來玲奈          | 中島芽生5 後呂有紗4   | 中島芽生5 後呂有紗4   | 奥山佳恵                          | 横山だいすけ                      |
| 2021年3月15日 | 2021年6月4日  | 藤井貴彦            | 藤井貴彦            | 藤井貴彦            | 藤井貴彦            | 藤井貴彦             | 鈴江奈々 市來玲奈          | 鈴江奈々 市來玲奈          | 鈴江奈々 市來玲奈          | 中島芽生5 後呂有紗4   | 中島芽生5 後呂有紗4   | （配置なし）                      | 横山だいすけ                      |
| 2021年6月7日 | 2021年10月1日 | 藤井貴彦            | 藤井貴彦            | 藤井貴彦            | 藤井貴彦            | 藤井貴彦             | 中島芽生5 市來玲奈         | 中島芽生5 市來玲奈         | 中島芽生5 市來玲奈         | 徳島えりか5 後呂有紗4 | 徳島えりか5 後呂有紗4 | （配置なし）                      | 横山だいすけ                      |
| 2021年10月4日 | 2022年4月29日 | 藤井貴彦            | 藤井貴彦            | 藤井貴彦            | 藤井貴彦            | 藤井貴彦             | 中島芽生5 河出奈都美4・5   | 中島芽生5 河出奈都美4・5   | 中島芽生5 河出奈都美4・5   | 徳島えりか5 市來玲奈6 | 徳島えりか5 市來玲奈6 | （配置なし）                      | 横山だいすけ                      |
| 2022年5月2日 | 2022年5月6日  | 藤井貴彦            | 藤井貴彦            | 藤井貴彦            | 藤井貴彦 鈴江奈々   | 藤井貴彦 鈴江奈々    | 中島芽生5 河出奈都美4・5   | 中島芽生5 河出奈都美4・5   | 中島芽生5 河出奈都美4・5   | 徳島えりか5 市來玲奈6 | 徳島えりか5 市來玲奈6 | （配置なし）                      | 横山だいすけ                      |
| 2022年5月9日 | 2023年3月31日 | 藤井貴彦            | 藤井貴彦            | 藤井貴彦            | 鈴江奈々            | 鈴江奈々             | 中島芽生5 河出奈都美4・5   | 中島芽生5 河出奈都美4・5   | 中島芽生5 河出奈都美4・5   | 徳島えりか5 市來玲奈6 | 徳島えりか5 市來玲奈6 | （配置なし）                      | 横山だいすけ                      |
| 2023年4月3日 | 2023年12月1日 | 藤井貴彦            | 藤井貴彦            | 藤井貴彦            | 鈴江奈々            | 鈴江奈々             | 徳島えりか5 河出奈都美4・5 | 徳島えりか5 河出奈都美4・5 | 徳島えりか5 河出奈都美4・5 | 辻岡義堂 市來玲奈6    | 辻岡義堂 市來玲奈6    | （配置なし）                      | 横山だいすけ                      |
| 2023年12月4日 | 2024年3月22日 | 藤井貴彦            | 藤井貴彦            | 藤井貴彦            | 鈴江奈々            | 鈴江奈々             | 徳島えりか5 河出奈都美4・5 | 徳島えりか5 河出奈都美4・5 | 徳島えりか5 河出奈都美4・5 | 辻岡義堂 市來玲奈6    | 辻岡義堂 市來玲奈6    | （配置なし）                      | （配置なし）                      |
| 2024年3月25日 | 現在          | 鈴江奈々 森圭介     | 鈴江奈々 森圭介     | 鈴江奈々 森圭介     | 鈴江奈々 森圭介     | 鈴江奈々 森圭介      | 山﨑誠 斎藤佑樹            | 山﨑誠 斎藤佑樹            | 山﨑誠 桐谷美玲            | 山﨑誠 桐谷美玲       | 山﨑誠                | （配置なし）                      | （配置なし）                      |
| - 1 開始当初は毎週木曜日、2011年以降は毎週水曜日に出演。 - 2 月1回程度で出演。 - 3 2018年6月7日より、芸能活動の自粛に伴い当分の間、出演を見合わせ。2018年12月19日放送分限りで正式に番組降板。 - 4『Oha!4 NEWS LIVE』を兼務。 - 5『シューイチ』を兼務。 - 6『Going!Sports&News』を兼務。 |               |                     |                     |                     |                     |                      |                            |                            |                            |                       |                       |                                   |                                   |

| 期間 | 期間      | 第2部・第3部     | 第2部・第3部        | 第2部・第3部               | 第2部・第3部               | 第2部・第3部               | 第2部・第3部          | 第2部・第3部          | 第2部・第3部           |
| 期間 | 期間      | メインキャスター | メインキャスター    | サブキャスター             | サブキャスター             | サブキャスター             | サブキャスター        | サブキャスター        | ウィークリーキャスター |
| 期間 | 期間      | 男性             | 女性                | 月曜日                     | 火曜日                     | 水曜日                     | 木曜日                | 金曜日                | ウィークリーキャスター |
| --- | --------- | ---------------- | ------------------- | -------------------------- | -------------------------- | -------------------------- | --------------------- | --------------------- | ---------------------- |
| 2010.3.29 | 2011.9.30 | 藤井貴彦         | 陣内貴美子          | 丸岡いずみ 小熊美香        | 丸岡いずみ 小熊美香        | 丸岡いずみ 小熊美香        | 丸岡いずみ 小熊美香   | 丸岡いずみ 小熊美香   | 小山慶一郎1            |
| 2011.10.3 | 2014.3.21 | 藤井貴彦         | 陣内貴美子          | 小熊美香                   | 小熊美香                   | 小熊美香                   | 小熊美香              | 小熊美香              | 小山慶一郎1            |
| 2014.3.24 | 2016.3.25 | 藤井貴彦         | 陣内貴美子          | 中島芽生                   | 中島芽生                   | 中島芽生                   | 中島芽生              | 中島芽生              | 小山慶一郎1            |
| 2016.3.28 | 2018.6.6  | 藤井貴彦         | 陣内貴美子          | 鈴江奈々 中島芽生          | 鈴江奈々 中島芽生          | 鈴江奈々 中島芽生          | 鈴江奈々 中島芽生     | 鈴江奈々 中島芽生     | 小山慶一郎1            |
| 2018.6.7 | 2019.9.27 | 藤井貴彦         | 陣内貴美子          | 鈴江奈々 中島芽生          | 鈴江奈々 中島芽生          | 鈴江奈々 中島芽生          | 鈴江奈々 中島芽生     | 鈴江奈々 中島芽生     | （配置なし）           |
| 2019.9.30 | 2020.9.25 | 藤井貴彦         | 陣内貴美子          | 鈴江奈々 中島芽生3         | 鈴江奈々 中島芽生3         | 鈴江奈々 中島芽生3         | 鈴江奈々 中島芽生3    | 鈴江奈々 市來玲奈2    | （配置なし）           |
| 2020.9.28 | 2021.6.4  | 藤井貴彦         | 陣内貴美子          | 鈴江奈々 市來玲奈          | 鈴江奈々 市來玲奈          | 鈴江奈々 市來玲奈          | 中島芽生3 後呂有紗2   | 中島芽生3 後呂有紗2   | （配置なし）           |
| 2021.6.7 | 2021.10.1 | 藤井貴彦         | 陣内貴美子          | 中島芽生3 市來玲奈         | 中島芽生3 市來玲奈         | 中島芽生3 市來玲奈         | 徳島えりか3 後呂有紗2 | 徳島えりか3 後呂有紗2 | （配置なし）           |
| 2021.10.4 | 2023.3.31 | 藤井貴彦         | 陣内貴美子          | 中島芽生3 河出奈都美2・3   | 中島芽生3 河出奈都美2・3   | 中島芽生3 河出奈都美2・3   | 徳島えりか3 市來玲奈4 | 徳島えりか3 市來玲奈4 | （配置なし）           |
| 2023.4.3 | 2024.3.22 | 藤井貴彦         | 陣内貴美子          | 徳島えりか3 河出奈都美2・3 | 徳島えりか3 河出奈都美2・3 | 徳島えりか3 河出奈都美2・3 | 辻岡義堂 市來玲奈4    | 辻岡義堂 市來玲奈4    | （配置なし）           |
| 2024.3.25 | 2024.9.27 | 森圭介           | 陣内貴美子 鈴江奈々 | 山﨑誠 斎藤佑樹            | 山﨑誠 斎藤佑樹            | 山﨑誠 桐谷美玲5           | 山﨑誠 桐谷美玲5      | 山﨑誠                | （配置なし）           |
| 2024.9.30 | 現在      | 森圭介           | 鈴江奈々            | 山﨑誠 斎藤佑樹            | 山﨑誠 斎藤佑樹            | 山﨑誠 桐谷美玲5           | 山﨑誠 桐谷美玲5      | 山﨑誠                | （配置なし）           |
| - 1 開始当初は毎週木曜日、2011年以降は毎週水曜日に出演。 - 2『Oha!4 NEWS LIVE』を兼務。 - 3『シューイチ』を兼務。 - 4『Going!Sports&News』を兼務。 - 5 17 : 15頃までの出演。 |           |                  |                     |                            |                            |                            |                       |                       |                        |

- 陣内・小山・伊藤・奥山・横山以外は出演当時日本テレビ所属。
- 丸岡は、2011年8月30日放送分から体調不良のため休養中だったが、9月30日放送分限りで治療に専念することが発表された。
- 伊藤に関しては小山と違い金曜メインキャスターの案内は日本テレビより出されていない。
- 小山は、2010年4月の放送開始より、サブキャスターとして週1回出演していた。2014年1月の番組改編に合わせ、小山がメインキャスターを務めるようになる[38]。2018年6月7日、小山は未成年女性との飲酒問題により芸能活動を自粛することを発表し、以降番組出演を見合わせていた[39]。2018年12月19日、番組を正式に降板する旨のメッセージを送り、藤井が代読した[37][注釈 29]。
- 鈴江、中島は2020年9月以降、第1部には出演しない。

#### コーナー担当キャスター、リポーター
| 期間 | 期間       | カルチャーキャスター        | スポーツキャスター | スポーツキャスター | スポーツキャスター | スポーツキャスター | スポーツキャスター |
| 期間 | 期間       | カルチャーキャスター        | 月曜日             | 火曜日             | 水曜日             | 木曜日             | 金曜日             |
| --- | ---------- | --------------------------- | ------------------ | ------------------ | ------------------ | ------------------ | ------------------ |
| 2010.3.29 | 2012.9.28  | 伊藤綾子1                   | 佐藤義朗           | 佐藤義朗           | 佐藤義朗           | 佐藤義朗           | 佐藤義朗           |
| 2012.10.1 | 2014.12.26 | 伊藤綾子1                   | 山本紘之           | 山本紘之           | 山本紘之           | 山本紘之           | 山本紘之           |
| 2015.1.5 | 2017.3.31  | 伊藤綾子1                   | 川畑一志           | 川畑一志           | 川畑一志           | 川畑一志           | 川畑一志           |
| 2017.4.3 | 2019.3.29  | 寺田ちひろ                  | 山﨑誠             | 山﨑誠             | 山﨑誠             | 山﨑誠             | 山﨑誠             |
| 2019.4.1 | 2019.9.27  | 寺田ちひろ                  | 平松修造           | 平松修造           | 平松修造           | 伊藤大海2          | 伊藤大海2          |
| 2019.9.30 | 2020.9.25  | ハードキャッスル エリザベス | 平松修造           | 平松修造           | 平松修造           | 伊藤大海2          | 伊藤大海2          |
| 2020.9.28 | 2021.10.1  | ハードキャッスル エリザベス | 伊藤遼2            | 伊藤遼2            | 伊藤遼2            | 伊藤大海2          | 伊藤大海2          |
| 2021.10.4 | 2023.3.31  | 刈川くるみ                  | 伊藤遼2            | 伊藤遼2            | 伊藤遼2            | 伊藤大海2          | 伊藤大海2          |
| 2023.4.3 | 2024.3.22  | 刈川くるみ                  | 澁谷善ヘイゼル     | 澁谷善ヘイゼル     | 澁谷善ヘイゼル     | 忽滑谷こころ2・3   | 忽滑谷こころ2・3   |
| 2024.3.25 | 2024.9.27  | 刈川くるみ                  | 河出奈都美2        | 河出奈都美2        | 河出奈都美2        | 忽滑谷こころ2・3   | 忽滑谷こころ2・3   |
| 2024.9.30 | 2025.3.28  | 刈川くるみ                  | 瀧口麻衣           | 瀧口麻衣           | 忽滑谷こころ3      | 忽滑谷こころ3      | 忽滑谷こころ3      |
| 2025.3.31 | 現在       | 直川貴博2                   | 瀧口麻衣           | 瀧口麻衣           | 忽滑谷こころ3      | 忽滑谷こころ3      | 忽滑谷こころ3      |
| - 番組開始時点の出演者は全員『リアルタイム』から続投。 - 1 2016年4月から金曜第1部メインキャスターを兼務。 - 2 『Oha!4 NEWS LIVE』を兼務。 （伊藤大海は2021年9月28日まで、伊藤遼は2021年4月2日から10月1日まで） - 3『Going!Sports&News』を兼務。 |            |                             |                    |                    |                    |                    |                    |

| 期間 | 期間        | ニュースFLASH       | ニュースFLASH       | ニュースFLASH       | ニュースFLASH       | ニュースFLASH       | お天気キャスター | フィールドキャスター      | 中継リポーター （第1部のみ） |
| 期間 | 期間        | 月曜日              | 火曜日              | 水曜日              | 木曜日              | 金曜日              | お天気キャスター | フィールドキャスター      | 中継リポーター （第1部のみ） |
| --- | ----------- | ------------------- | ------------------- | ------------------- | ------------------- | ------------------- | ---------------- | ------------------------- | ---------------------------- |
| 2010.3.29 | 2010.7.2    | 丸岡いずみ 小熊美香 | 丸岡いずみ 小熊美香 | 丸岡いずみ 小熊美香 | 丸岡いずみ 小熊美香 | 丸岡いずみ 小熊美香 | 木原実4          | 鳥羽博剛 小西美穂1        | （不在）                     |
| 2010.7.5 | 2011.9.30   | 丸岡いずみ 小熊美香 | 丸岡いずみ 小熊美香 | 丸岡いずみ 小熊美香 | 丸岡いずみ 小熊美香 | 丸岡いずみ 小熊美香 | 木原実4          | 鳥羽博剛 小西美穂1 加藤聡 | （不在）                     |
| 2011.10.3 | 2013.12.27  | 小熊美香            | 小熊美香            | 小熊美香            | 小熊美香            | 小熊美香            | 木原実4          | 加藤聡                    | （不在）                     |
| 2014.1.6 | 2014.3.21   | 小熊美香            | 小熊美香            | 小熊美香            | 小熊美香            | 小熊美香            | 木原実4          | 加藤聡                    | 渡辺裕太2                    |
| 2014.3.24 | 2014.12.26  | 中島芽生            | 中島芽生            | 中島芽生            | 中島芽生            | 中島芽生            | 木原実4          | 加藤聡                    | 渡辺裕太2                    |
| 2015.1.5 | 2018.9.28   | 中島芽生            | 中島芽生            | 中島芽生            | 中島芽生            | 中島芽生            | 木原実4          | 藤田大介                  | 渡辺裕太2                    |
| 2018.10.1 | 2019.9.27   | 中島芽生            | 中島芽生            | 中島芽生            | 中島芽生            | 中島芽生            | 木原実4          | （配置なし）              | 渡辺裕太2                    |
| 2019.9.30 | 2020.9.25   | 中島芽生5           | 中島芽生5           | 中島芽生5           | 中島芽生5           | 市來玲奈3           | 木原実4          | （配置なし）              | 渡辺裕太2                    |
| 2020.9.28 | 2021.10.1   | 市來玲奈            | 市來玲奈            | 市來玲奈            | 後呂有紗3           | 後呂有紗3           | 木原実4          | （配置なし）              | 渡辺裕太2                    |
| 2021.10.4 | 2023.12.27  | 河出奈都美3・5      | 河出奈都美3・5      | 河出奈都美3・5      | 市來玲奈6           | 市來玲奈6           | 木原実4          | （配置なし）              | 渡辺裕太2                    |
| 2024.1.4 | 2024.3.22日 | 河出奈都美3・5      | 河出奈都美3・5      | 河出奈都美3・5      | 市來玲奈6           | 市來玲奈6           | 木原実4          | （配置なし）              | （月替わり制）               |
| 2024.3.25 | 現在        | 山﨑誠              | 山﨑誠              | 山﨑誠              | 山﨑誠              | 山﨑誠              | 木原実4          | （配置なし）              | 辻岡義堂                     |
| - 番組開始時点の出演者は全員『リアルタイム』から続投。 - 1 「企画取材キャスター」として不定期出演。 - 2 水曜日は2018年9月まで原則として出演なし。 - 3『Oha!4 NEWS LIVE』を兼務。 - 4 2011年3月まで『ズームイン!!SUPER』を兼務。 - 5『シューイチ』を兼務。 - 6『Going!Sports&News』を兼務。 |             |                     |                     |                     |                     |                     |                  |                           |                              |

- 伊藤綾子・木原・渡辺・寺田・ハードキャッスル・刈川・直川・月替わりリポーター以外は出演当時日本テレビ所属。
- 佐藤は、東日本大震災関連の報道で藤井が不在・小熊の報道フロア担当時に限りNNN枠にも出演し、サブキャスター的役割を代行した。

月替わりリポーター（2024年 - ）
- 富栄ドラム（2024年1月4日 - 30日[注釈 43]）[41]
- やす子（2024年2月6日 - 27日）※火曜日のみの出演[42]
- 寺坂頼我（2024年3月5日 - 21日）[43]

#### コメンテーター
| 期間 | 期間       | 第1部        | 第1部        | 第1部        | 第1部        | 第1部        | 第2部・第3部 | 第2部・第3部      | 第2部・第3部 | 第2部・第3部 | 第2部・第3部 |
| 期間 | 期間       | 月曜日       | 火曜日       | 水曜日       | 木曜日       | 金曜日       | 月曜日       | 火曜日1           | 水曜日       | 木曜日       | 金曜日       |
| --- | ---------- | ------------ | ------------ | ------------ | ------------ | ------------ | ------------ | ----------------- | ------------ | ------------ | ------------ |
| 2010.3.29 | 2010.7.9   | （放送なし） | （放送なし） | （放送なし） | （放送なし） | （放送なし） | （不在）     | （不在）          | （不在）     | 鎌田實2      | （不在）     |
| 2010.7.12 | 2012.9.28  | （放送なし） | （放送なし） | （放送なし） | （放送なし） | （放送なし） | （不在）     | 粕谷賢之          | （不在）     | 鎌田實2      | （不在）     |
| 2012.10.1 | 2013.3.29  | （放送なし） | （放送なし） | （放送なし） | （放送なし） | （放送なし） | （不在）     | 粕谷賢之 野村修也 | （不在）     | 鎌田實2      | （不在）     |
| 2013.4.1 | 2013.12.27 | （放送なし） | （放送なし） | （放送なし） | （放送なし） | （放送なし） | （不在）     | 粕谷賢之 小栗泉   | （不在）     | 鎌田實2      | 野村修也3    |
| 2014.1.6 | 2014.3.28  | 小栗泉       | 小栗泉       | 小栗泉       | 小栗泉       | （放送なし） | （不在）     | 青山和弘 小栗泉   | （不在）     | 鎌田實2      | 野村修也3    |
| 2014.3.31 | 2015.12.25 | 小栗泉       | 小栗泉       | 小栗泉       | 小栗泉       | （放送なし） | （不在）     | 青山和弘          | （不在）     | 鎌田實2      | 野村修也3    |
| 2016.1.4 | 2016.3.25  | 小栗泉       | 小栗泉       | 小栗泉       | 小栗泉       | （放送なし） | （不在）     | （不在）          | （不在）     | 鎌田實2      | 野村修也3    |
| 2016.3.28 | 2017.5.31  | 小栗泉       | 小栗泉       | 小栗泉       | 小栗泉       | 小野高弘     | （不在）     | （不在）          | （不在）     | 鎌田實2      | 野村修也3    |
| 2017.6.1 | 2017.6.2   | （不在）     | （不在）     | （不在）     | （不在）     | （不在）     | （不在）     | （不在）          | （不在）     | 鎌田實2      | 野村修也3    |
| 2017.6.5 | 2018.3.30  | 小西美穂     | 小西美穂     | 小西美穂     | 小西美穂     | 小西美穂     | （不在）     | （不在）          | （不在）     | 鎌田實2      | 野村修也3    |
| 2018.4.2 | 2018.7.13  | 小西美穂     | 小西美穂     | 小西美穂     | 小林史       | 小西美穂     | （不在）     | （不在）          | （不在）     | （不在）     | 野村修也3    |
| 2018.7.16 | 2020.4.10  | 小西美穂     | 小西美穂     | 小西美穂     | 小林史       | 小西美穂     | （不在）     | （不在）          | （不在）     | （不在）     | （不在）     |
| 2020.4.13 | 2022.2.18  | 小西美穂     | 小西美穂     | 小西美穂     | 小林史       | 小林史       | （不在）     | （不在）          | （不在）     | （不在）     | （不在）     |
| 2022.2.21 | 2023.6.2   | 近野宏明     | 加納美也子   | 小林史       | 小林史       | 小林史       | （不在）     | （不在）          | （不在）     | （不在）     | （不在）     |
| 2023.6.5 | 2023.8.25  | 近野宏明     | 加納美也子   | 矢岡亮一郎   | 大野伸       | 近野宏明     | （不在）     | （不在）          | （不在）     | （不在）     | （不在）     |
| 2023.8.28 | 現在       | 近野宏明     | 加納美也子   | 矢岡亮一郎   | 大野伸       | 小野高弘     | （不在）     | （不在）          | （不在）     | （不在）     | （不在）     |
| - 1 2012年10月から2014年4月頃まで隔週交代で出演。 - 2 2014年1月から第1部「every.キーワード」も担当。不定期に欠席あり、その日はコメンテーター不在。 - 3 2016年4月から2017年11月まで「野村修也の会議のミカタ」が新・第1部に枠移動したため、同パートにも出演していた。 |            |              |              |              |              |              |              |                   |              |              |              |

- 鎌田・野村・以外は出演当時日本テレビ報道局所属。
- 2018年7月17日、金曜日コメンテーターの野村修也が憲法に違反するアンケートを行っていたとして1か月の懲戒処分を受け[44]、ツイッターにてテレビ出演自粛を表明し[45][注釈 45]、当番組の出演を見合わせることとなった。

### news every.サタデー
| 期間 | 期間      | メインキャスター1 | メインキャスター1 | お天気     |
| 期間 | 期間      | 男性              | 女性              | 気象予報士 |
| --- | --------- | ----------------- | ----------------- | ---------- |
| 2010.4.3 | 2011.3.26 | 菅谷大介3         | 森富美2           | 杉江勇次4  |
| 2011.4.2 | 2013.3.30 | 菅谷大介3         | 豊田順子2         | 杉江勇次4  |
| 2013.4.6 | 2016.5.28 | 菅谷大介3         | 山下美穂子5       | 杉江勇次4  |
| 2016.6.4 | 2017.9.30 | 菅谷大介3         | 豊田順子6         | 杉江勇次4  |
| 2017.10.7 | 2018.9.29 | 菅谷大介3         | 久野静香          | 杉江勇次4  |
| 2018.10.6 | 2020.4.4  | 藤田大介8         | 杉野真実5・6      | 杉江勇次4  |
| 2020.4.11 | 2020.6.13 | 安藤翔8           | 杉野真実5・6      | 杉江勇次4  |
| 2020.6.20 | 2020.9.26 | 藤田大介7         | 杉野真実5・6      | 杉江勇次4  |
| 2020.10.3 | 2021.3.27 | 山﨑誠            | 杉野真実5・6      | 杉江勇次4  |
| 2021.4.3 | 2023.3.25 | 山本健太          | 杉野真実5・6      | 杉江勇次4  |
| 2023.4.1 | 2025.3.29 | 田中毅            | 杉原凜5           | 杉江勇次4  |
| 2025.4.5 | 現在      | 梅澤廉            | 石川みなみ5       | 杉江勇次4  |
| - 1 出演当時、日本テレビアナウンサー。 - 2『よい国のニュース』（BS日テレ、2012年3月終了）ニュースコーナーを兼務。 - 3 山下・久野担当期はトップクレジット扱い。 - 4『リアルタイム・サタデー』から続投。『ズームイン!!サタデー』を兼務。 - 5 『Going!Sports&News』ニュースコーナーを兼務（山下は2013年6月から）。 - 6 同日の『NNNストレイトニュース』を兼務（杉野は2021年4月から）。 - 7 トップクレジット扱い。 - 8 2019新型コロナウイルス対策で藤田が平日の『NNNストレイトニュース』を担当したため。 『真相報道 バンキシャ!』ニュースコーナーを兼務。 |           |                   |                   |            |

### 年末年始版
| 2021年度（2021年末 - 2022年始） | 2021年度（2021年末 - 2022年始） | 2021年度（2021年末 - 2022年始） | 2021年度（2021年末 - 2022年始） |
| 日付 | メインキャスター1               | メインキャスター1               | お天気キャスター                |
| 日付 | 男性                            | 女性                            | 気象予報士                      |
| --- | ------------------------------- | ------------------------------- | ------------------------------- |
| 2021.12.28 | 藤田大介                        | 岩本乃蒼                        | 岡田沙也加3                     |
| 2021.12.29 | 藤田大介                        | 岩本乃蒼                        | 奈良岡希実子4                   |
| 2021.12.30 | 藤田大介                        | 市來玲奈2                       | 宮崎由衣子5                     |
| 2021.12.31 | 藤田大介                        | 市來玲奈2                       | 奈良岡希実子4                   |
| 2022.1.1 | （放送なし）                    | （放送なし）                    | （放送なし）                    |
| 2022.1.2 | （放送なし）                    | （放送なし）                    | （放送なし）                    |
| 2022.1.3 | 桝太一                          | 河出奈都美2                     | 岡田沙也加3                     |
| - 1 出演当時、日本テレビアナウンサー。 - 2 通常版（平日）の『news every.』を兼務。 - 3 日本テレビでは『日テレNEWS24』の気象情報（月・木・金・日）を担当。 - 4 日本テレビでは『日テレNEWS24』の気象情報（月～水）を担当。当番組と裏被りにならないTBSの『Nスタ』（日曜版）にも出演している。 - 5 日本テレビでは『バゲット』のお天気コーナーを担当。 |                                 |                                 |                                 |

| 2022年度（2022年末 - 2023年始）              | 2022年度（2022年末 - 2023年始） | 2022年度（2022年末 - 2023年始） | 2022年度（2022年末 - 2023年始） |
| 日付                                         | メインキャスター                | メインキャスター                | お天気キャスター                |
| 日付                                         | 男性                            | 女性                            | 気象予報士                      |
| -------------------------------------------- | ------------------------------- | ------------------------------- | ------------------------------- |
| 2022.12.30                                   | 矢島学                          | 後呂有紗                        | 杉江勇次                        |
| 2022.12.31                                   | （放送なし）                    | （放送なし）                    | （放送なし）                    |
| 2023.1.1                                     | （放送なし）                    | （放送なし）                    | （放送なし）                    |
| 2023.1.2                                     | 藤田大介                        | 岩本乃蒼                        | なし1                           |
| 2023.1.3                                     | 藤田大介                        | 杉上佐智枝                      | なし1                           |
| - 1 女性アナウンサーが天気の読み上げを担当。 |                                 |                                 |                                 |

| 2023年度（2023年末 - 2024年始） | 2023年度（2023年末 - 2024年始） | 2023年度（2023年末 - 2024年始） | 2023年度（2023年末 - 2024年始） |
| 日付                            | メインキャスター                | メインキャスター                | お天気キャスター                |
| 日付                            | 男性                            | 女性                            | 気象予報士                      |
| ------------------------------- | ------------------------------- | ------------------------------- | ------------------------------- |
| 2023.12.30                      | 矢島学                          | 市來玲奈                        | 杉江勇次                        |
| 2023.12.31                      | （放送なし）                    | （放送なし）                    | （放送なし）                    |
| 2024.1.1                        | （放送なし）                    | （放送なし）                    | （放送なし）                    |
| 2024.1.2                        | 辻岡義堂                        | 浦野モモ                        | なし                            |
| 2024.1.3                        | 辻岡義堂                        | 黒田みゆ                        | なし                            |

| 2024年度（2024年末 - 2025年始）                                                                  | 2024年度（2024年末 - 2025年始） | 2024年度（2024年末 - 2025年始） | 2024年度（2024年末 - 2025年始） |
| 日付                                                                                             | メインキャスター                | メインキャスター                | お天気キャスター                |
| 日付                                                                                             | 男性                            | 女性                            | 気象予報士                      |
| ------------------------------------------------------------------------------------------------ | ------------------------------- | ------------------------------- | ------------------------------- |
| 2024.12.30                                                                                       | （放送なし）                    | （放送なし）                    | （放送なし）                    |
| 2024.12.31                                                                                       | （放送なし）                    | （放送なし）                    | （放送なし）                    |
| 2025.1.12                                                                                        | なし                            | 忽滑谷こころ                    | なし                            |
| 2025.1.2                                                                                         | （放送なし）                    | （放送なし）                    | （放送なし）                    |
| 2025.1.3                                                                                         | 矢島学                          | 黒田みゆ                        | なし1                           |
| - 1 女性アナウンサーが天気の読み上げを担当。 - 2 『news every.』特別版として報道フロアから放送。 |                                 |                                 |                                 |

## 放送時間
すべて日本時間で記す。NNN枠以外は日本テレビ（関東地方）における放送時間。NNN枠は平日が22分間、土曜が19分間。
| 期間      | 期間       | 平日                    | 平日                    | 平日                   | 土曜日                 |
| 期間      | 期間       | 月 - 木曜日             | 金曜日                  | NNN枠                  | 土曜日                 |
| --------- | ---------- | ----------------------- | ----------------------- | ---------------------- | ---------------------- |
| 2010.3.29 | 2011.10.1  | 16:53 - 19:00 （127分） | 17:00 - 19:00 （120分） | 17:50 - 18:16 （26分） | 17:30 - 18:00 （30分） |
| 2011.10.3 | 2013.3.30  | 16:53 - 19:00 （127分） | 17:00 - 19:00 （120分） | 17:53 - 18:15 （22分） | 17:30 - 18:00 （30分） |
| 2013.4.1  | 2013.12.27 | 16:53 - 19:00 （127分） | 16:50 - 19:00 （130分） | 17:53 - 18:15 （22分） | 17:00 - 17:30 （30分） |
| 2014.1.6  | 2016.3.25  | 15:50 - 19:00 （190分） | 16:50 - 19:00 （130分） | 17:53 - 18:15 （22分） | 17:00 - 17:30 （30分） |
| 2016.3.28 | 現在       | 15:50 - 19:00 （190分） | 15:50 - 19:00 （190分） | 17:53 - 18:15 （22分） | 17:00 - 17:30 （30分） |

- 2017年4月3日より第1部が3分短縮、第2部が3分前拡大となった（第3部は従前通り）。
- 2024年4月1日より第1部がさらに5分短縮、第2部が5分前拡大となった（第3部は従前通り）。

## ネット局

### 平日版のネット状況
- 2025年4月5日現在。
- 第1部（15:50 - 16:45）・第2部（16:45 - 17:53）・第3部（17:53 - 19:00）の3部構成で放送（第3部の17:53 - 18:15はNNN系列28局ネット）。
- 第3部のNNN枠（17:53 - 18:15）を除き、全編ローカルセールス枠のため、制作局の日本テレビ以外のネット局では祝日などを中心に以下の通り臨時にネット状況を変更する場合がある。
  - 制作局を除く各局では日により自社制作の休止などで、通常時第1部が□・◆・◇・△・×の局、第2部が△・×の局、第3部が△の局でも臨時に第1部と第2部はどちらかまたは両方を◎・○・△、第3部は◎・○・▲のいずれかに変更する場合がある。また、その逆として第1部もしくは第2部を臨時に△または×に変更する場合がある[注釈 51]。
  - 第1部・第2部が□・◆・◇・△の局や、第3部が▲の局、または第3部を臨時に18:15以降のコーナーを途中までネット受けする局では、16:45の飛び乗り・飛び降りポイントや17:53の飛び乗りポイント、18:15の飛び降りポイント以外に明確な枠区切りが無いため、唐突に日本テレビ発の映像からローカル放送へ切り替わったり、逆に緊急時等はローカル放送から唐突に日本テレビ送出の映像に切り替わる場合もある。
  - 祝日編成の場合は臨時に第1部を全局×に変更になる場合がある。
- 番組タイトルは、各局公式HPの週間番組表および各番組のHPを参考にしている。
- 放送時間が15:50に変更となった2014年1月6日[注釈 52]以降の状況について記す。
- 放送時間について
  - ◎…フルネット
  - ○…第1部・第2部において、編成上はフルネットだが、第1部の「くわしくッ・天気」、第2部の「木原さんのお天気」を自社発の内容に差し替え[注釈 53]
  - □…第1部において、編成上はフルネットだが、「くわしくッ・天気」「ワンポイント天気」を自社発の内容に差し替え
  - ◆…第1部・第2部において、編成上はフルネットだが、第1部の「#みんなのギモン」、第2部の「木原さんのお天気」「なるほどッ!」「every.特集」を自社発の内容に差し替え
  - ◇…第1部において、編成上はフルネットだが、「くわしくッ・天気」「every.特集」「ワンポイント天気」「#みんなのギモン」を自社発の内容に差し替え
  - △…第1部・第2部の一部時間帯と、第3部の全国ネット枠（17:53 - 18:15）をそれぞれネット
  - ▲…第3部の全国ネット枠（17:53 - 18:15）に加えて、関東ローカル枠内の一部コーナーもネット（エンディングをネットする局も含む）
  - ×…非ネット

| 放送対象地域   | 放送局                    | 番組タイトル | 放送時間                        | 放送時間                        | 放送時間                        | 備考 |
| 放送対象地域   | 放送局                    | 番組タイトル | 第1部 月曜 - 金曜 15:50 - 16:45 | 第2部 月曜 - 金曜 16:45 - 17:53 | 第3部 月曜 - 金曜 17:53 - 19:00 | 備考 |
| -------------- | ------------------------- | --- | ------------------------------- | ------------------------------- | ------------------------------- | --- |
| 関東広域圏     | 日本テレビ（NTV）         | 15:50 - 19:00 news every. | ◎                               | ◎                               | ◎                               | 【制作局】 |
| 北海道         | 札幌テレビ（STV）         | 15:48.30 - 19:00 どさんこワイド179 （18:15 - 19:00 STV NEWS）                                                                                            | ×                               | △                               | △                               | - 2022年3月から「気になるミダシ」を18:50頃から時差ネット。2020年2月10日から2022年3月までは第3部は▲（番組編成上はローカル情報番組『どさんこワイド』内包番組扱いとなり、「きょうコレ」を18:56頃まで同時ネット）。 - 第2部は16:50 - 17:13頃までネット。 - 緊急ニュース時や道内で重大ニュースがあった時などその日の放送されるニュースなどの内容によっては第1部を臨時に△に変更するか、第2部を臨時に◎または○、×に変更する場合がある（前者については概ね「ナゼナニっ?」が終わる16:05頃まで同時ネット。但し、CM部分は道内のニュースに差し替え。後者については○の場合『木原さんのお天気』は道内のニュース・天気予報に差し替え）。 - 2022年3月までは17時台後半のニュース、または「気になるミダシ」を18:30頃から、18:40頃からのニュース、または17時台のカルチャーを1項目に限り、『きょうコレ』飛び降り後の18:56頃から何れも撮って出しで時差ネットすることがあった。 - 第2部は2020年4月17日までは通常時16:50 - 17:10頃、2020年7月6日から7月31日までは16:50 - 17:40頃（「気になるミダシ」終了まで）、2020年8月3日から9月11日までは16:50 - 17:13頃と17:27頃 - 17:38頃、2020年9月14日から9月18日までは16:50 - 17:20頃と17:33頃 - 17:38頃、2020年9月23日から12月までは、16:50 - 17:20頃（『カルスポっ!』コーナー途中まで同時ネット）、2021年5月24日から7月2日までは16:50 - 17:35頃 - 2020年4月20日 - 7月3日は、第2部を臨時に○に変更（「木原さんのお天気」は、道内のニュース・天気予報に差し替え）。               |
| 青森県         | 青森放送（RAB）           | 15:50 - 16:45 1550ニュースレーダーWith 18:15 - 19:00 RABニュースレーダー                                                                                 | ×                               | ◎                               | △                               | - 祝日および特番編成等の関係で第1部を臨時に◎に変更する場合がある。 - 2022年以降、12月28日・29日が平日にあたる場合は、臨時で第3部が◎に変更。 - プロ野球開幕戦中継等で当番組が短縮となる場合も、県内ニュースを休止しエンディングまで日本テレビと同時ネットとするケースがある。 |
| 岩手県         | テレビ岩手（TVI）         | 【月曜 - 木曜】 16:45 - 17:53 5きげんテレビ 18:15 - 18:54 ニュースプラス1いわて 【金曜】 15:50 - 17:53 5きげんテレビ 18:15 - 18:54 ニュースプラス1いわて | 月曜 - 木曜…◎金曜…×             | ×                               | △                               | - 2022年4月1日から金曜日のみ第1部を◆に変更。 - 第1部は、2014年1月6日から2016年4月1日までは×。2016年4月4日から2021年4月2日までは、月曜 - 木曜のみ△、金曜は×（15:50 - 16:30頃まで放送〈2018年10月頃から「くわしくッ・天気」は県内の天気に差し替える場合があり、編成の都合により短縮する場合がある〉）。 - 「every. culture&sports（カルスポっ!）」を、スポーツの話題を中心に2項目ほど抽出の上、撮って出しで時差ネットしている。 - 2025年4月4日より金曜日のみ×に変更。 |
| 宮城県         | ミヤギテレビ（MMT）       | 15:48.30 - 19:00 OH!バンデス （18:15 - 19:00 ミヤギnews every.）                                                                                         | ×                               | ×                               | △                               | - 東北地方の日本テレビ系列局で唯一通常時編成で第1部・第2部がいずれも×となっている。 - 「every. culture&sports（カルスポっ!）」や「気になるミダシ」を撮って出しで時差ネットしている。 - 2019年12月26日・27日は（年末特別編成に伴い『OH!バンデス』が全面休止となったため）、全編を臨時に○に変更。 |
| 秋田県         | 秋田放送（ABS）           | 【月曜 - 木曜】 18:15 - 19:00 ABS news every. 【金曜】 15:50 - 16:45 えび☆ステ 18:15 - 19:00 ABS news every.                                             | 月曜 - 木曜…◎金曜…×             | ◎                               | ▲                               | - 2022年4月4日から月曜 - 木曜のみ第1部を◎に変更。 - 『ABS news every.』内で「きょうコレ」をコーナー途中まで部分ネットしている。 - 2018年9月28日まで金曜のみ、当時16時台に放送されていたローカル情報番組『エビス堂☆金』の本編に内包される形で第1部のトップニュースを同時ネットしていた。 - 2020年3月27日は、『エビス堂☆金』終了から『えび☆ステ』開始前によるつなぎ番組扱いで第1部を臨時に◎に変更。 |
| 山形県         | 山形放送（YBC）           | 16:45 - 17:53 ピヨ卵ワイド 17:53 - 19:00 YBC news every.                                                                                                 | 月曜 - 木曜…◎金曜…×             | ×                               | △                               | - 2022年4月4日から月曜 - 木曜のみ第1部を◎に変更。 - 2022年3月31日までは第1部の『くわしくッ・天気』は、『YBC社説放送』に差し替え。 - 第2部は、2014年3月27日まで（当時のパート名呼称は月曜 - 木曜第2部および金曜第1部）は△。 |
| 福島県         | 福島中央テレビ（FCT）     | 15:50 - 19:00 ゴジてれ Chu ! （18:15 - 19:00 ゴジてれ Chu!news）                                                                                         | ×                               | ◎                               | ▲                               | - 「every.特集」を時差ネットすることがある。 - 緊急・重大ニュース・災害発生時は第1部を臨時に△に変更する場合がある。 - 2020年5月4日は第1部を、2022年12月26日から30日と2023年1月4日は第1部から3部を臨時に◎に変更（後者はスタジオの機材更新に伴い『ゴジてれ Chu!』が放送できないため。この間は「every.特集」をローカルニュースに差し替え）。 |
| 山梨県         | 山梨放送（YBS）           | 18:15 - 19:00 YBSワイドニュース | ◎                               | ◎                               | △                               | - 2021年3月22日から第1部を◎に変更。 - 2021年3月19日までは、緊急・重大ニュース時や一部祝日･お盆等の特定日等で『ててて!TV』を休止する日は第1部を臨時に◎、また、特別編成により、『ててて!TV』が17時台に繰り下げとなった場合は第2部を臨時に×にそれぞれ変更する場合があった。 - 第1部は、2020年4月3日までは×、2020年4月6日から2021年3月19日まで△（概ね「ナゼナニっ?」が終わる16:05頃まで同時ネット）。 |
| 新潟県         | テレビ新潟（TeNY）        | 15:48.30 - 19:00 夕方ワイド新潟一番 （18:15 - 19:00 新潟一番県内NEWS）                                                                                   | ×                               | ○                               | ▲                               | - 第2部の「木原さんのお天気」は、県内の天気に差し替え。 - 16:20過ぎ - 16:30頃に『夕方ワイド新潟一番』のコーナー扱いで、第1部前半に放送されたニュースの中から1項目を撮って出しで録画ネット。但し、重大ニュース時は第1部を臨時に△に変更。また、16時台後半に不定期ではあるが第1部の「every.×time4」を、一部項目抽出の上撮って出しで時差ネット。 - 第3部の注目ニュースまたは「まさかの出来事」は同時ネットしているが、日によっては第3部が△になる場合がある。 - 年末の『夕方ワイド新潟一番』休止期間中は臨時に第1部を◎、第3部を○にそれぞれ変更（ただし、第3部においては「木原さんのお天気」（＝関東地方ローカルの天気予報）は差し替えなしで放送され、18:50頃からの番組終盤部分は県内のニュース･天気に差し替え。エンディングの挨拶は当日のTeNYのニュースキャスターが行う）。 - 年末以外でも、祝日・振替休日は第1部を◎に変更することがある。 |
| 長野県         | テレビ信州（TSB）         | 15:50 - 19:00 ゆうがたGet!every. | ×                               | ○                               | ▲                               | - 2019年4月1日から第3部を▲に変更（同年3月29日までは△。「きょうコレ」〈コーナー途中まで〉→ニュース企画→注目ニュースまたは「まさかの出来事」を同時ネットしているが、日によっては第3部が△になる場合がある）。 - 『ゆうがたGet!』休止期間中は第1部･第2部を臨時に◎に変更。 - 2024年4月1日から「ゆうがたGet!every.」改題に伴い、第2部は○に変更（同年3月29日までは基本的には×であったが、2018年頃から17:00過ぎ頃に『ゆうがたGet!』のコーナー扱いで第2部の冒頭約10分間を撮って出しで録画ネットしていた（ただし同局の編成の都合や、その日のニュースの内容によっては、第2部を臨時に△に変更する場合があった））。「木原さんのお天気」は、県内のニュースと天気予報に差し替え。 - 2017年頃まで『ゆうがたGet!』内で「every.特集」（もしくはニュース企画）を「突撃!Get情報」とコーナー名差し替えの上録画ネットしていた。 |
| 静岡県         | 静岡第一テレビ（SDT）     | 15:49 - 18:15 every.しずおか 18:15 - 19:00 まるごと | ◆                               | ×                               | △                               | - 2025年3月31日から第1部を◆に変更。 - 『every.しずおか』内で「5時コレ」を撮って出しで録画ネットしている。 |
| 富山県         | 北日本放送（KNB）         | 【月曜 - 木曜】 15:48.30 - 18:55 【金曜】 15:48.30 - 19:00 いっちゃん☆KNB 【月曜 - 木曜】18:15 - 18:55 【金曜】 18:15 - 18:55 KNB news every.            | △                               | ○                               | ▲                               | - 2022年4月4日から第1部を△に変更 - 第2部の「木原さんのお天気」は、県内のニュース・天気に差し替え。 - 18:40頃からのニュースをネットしているが、日によっては第3部を臨時に△に変更する場合がある。 - 2023年7月頃からは、祝日やお盆期間、年末年始等に第3部を18:55(稀に19:00) までほぼネットしている。(途中18:35頃で県内スポットニュースあり) - 2024年4月以降、ゴールデンウィーク等で『いっちゃん☆KNB』が平日でも休止になる場合は臨時で第1部を◎、第2部・第3部は通常と同様だがタイトル改題無しで放送することがある。 |
| 石川県         | テレビ金沢（KTK）         | 【月曜 - 木曜】 15:53 - 19:00 となりのテレ金ちゃん 【金曜】 15:53 - 19:00 花のテレ金ちゃん                                                               | ×                               | ○                               | △                               | - 第2部の「木原さんのお天気」は、県内の天気と18時台のニュース予告に差し替え。 - 『となりのテレ金ちゃん』もしくは『花のテレ金ちゃん』を休止し本番組を単独番組扱いで放送する場合は、第2部を臨時に◎に変更。稀に祝日等の編成の際も第2部を◎にする場合がある。 - 2019年末までは年末の『となりのテレ金ちゃん』もしくは『花のテレ金ちゃん』休止期間中は第2部を臨時に×に変更し、第3部のネット受け時間を18:40頃まで拡大していた。 - 2020年4月27日 - 7月17日は、第3部を▲（「きょうコレ」からエンディングまでネット）に、2021年1月4日 - 1月7日は第1部を◎に各々変更。 |
| 福井県         | 福井放送（FBC）           | 15:50 - 19:00 おじゃまっテレ ワイド&ニュース | △                               | △                               | ▲                               | - 2021年3月29日から第1部、2020年6月中旬から全曜日で第2部を△に各々変更（前者は「ナゼナニっ?」→16:05頃まで、後者は「every. culture&sports（カルスポっ!）」の途中まで各々ネット）。 - 2020年4月27日から6月中旬までは、新型コロナウイルスの影響で、『おじゃまっテレ - 』16・17時台ローカルパートが縮小・休止となったため、第2部を○に変更（「木原さんのお天気」は通常『おじゃまっテレ - 』17時台ローカルパートで放送しているコーナー「現金獲得!チャンスタイム」に差し替え）。 - 「きょうコレ」（一時期は注目ニュース）をネットしているが、日によっては第3部は△になる。 |
| 中京広域圏     | 中京テレビ（CTV）         | 15:48.30 - 19:00 キャッチ! | ×                               | ○                               | △                               | - 第2部の「木原さんのお天気」は、『キャッチ!』18時台ローカルパートの予告と「ビシバシ天気予報」（東海3県の天気予報）に差し替え。 - 各々『キャッチ!』のコーナー扱いで、第1部冒頭のトップニュースと「every.特集」を時差ネットしている（前者は15:51頃から撮って出し（その際、「中継」と表示されたテロップは中京テレビ送出で「報告」のテロップに差し替え。）、後者は主に18時台ローカルパートで放送）。 |
| 近畿広域圏     | 読売テレビ（ytv）         | 15:50 - 19:00 かんさい情報ネットten. | ×                               | ×                               | △                               | - 『ten.』を15:50から拡大放送することに伴い、2024年9月27日から金曜のみ第1部を×に、2025年3月31日から全曜日で第1部を×にそれぞれ変更。 - 第1部の「くわしくッ･天気」は関西のニュース（2023年4月から）・関西の天気・『朝生ワイド す・またん!』の告知（2022年4月から）に、「ワンポイント天気」は関西のニュース・天気にそれぞれ差し替え。 - 第1部のリアルタイム字幕放送は読売テレビ独自で送出。関西の天気（差し替え部分）もリアルタイム字幕放送に対応。 - 「every.特集」を時差ネットしている。 - 『ten.』は2014年7月16日から2022年3月30日までの水曜、2024年9月27日から2025年3月28日までの金曜のみと2025年3月31日からの全曜日で15:50から放送。不定期でそれ以外にも臨時で15:50から拡大放送することがあった。 - 第1部は、2021年1月4日から3月26日までと2021年10月4日から2022年4月1日までは水曜を除き□、2021年3月29日から10月1日までは水曜を除き◎、2022年4月4日から2024年9月26日までは全曜日で□。 |
| 鳥取県・島根県 | 日本海テレビ（NKT）       | 15:48.30 - 19:00 One | 祝日以外…◇祝日…◎                | ◎                               | △                               | - 2024年7月1日から『One』開始に伴い、第1部を◇（15:50 - 16:20頃（「4時コレ」）まで同時ネット）に、2024年9月30日から第3部を△にそれぞれ変更。 - 第1部の「くわしくッ･天気」は山陰（鳥取・島根）のニュース・天気に、「ワンポイント天気」は「気象情報」（山陰（鳥取・島根）の天気）（いずれも2024年7月1日から）にそれぞれ差し替え。「every.特集」「#みんなのギモン」も自社発の内容に差し替え。 - 祝日や年末年始、ゴールデンウイーク、お盆期間は、第1部を◎に変更（山陰（鳥取・島根）のニュースは15:48.30 - 15:50に変更）。 - 2024年9月27日までは「きょうコレ」を撮って出しでコーナー途中まで部分時差ネットしていたが、日によっては第3部が△になる場合があった。 - 2023年4月10日から2024年3月29日までは『おびわんっ!』を放送していたため、第1部は×に変更、『ニュースevery日本海』は第2部からの開始（『おびわんっ!』とステブレレスで接続）になっていた。（ただし祝日や年末年始、ゴールデンウイーク、お盆期間にかかる1週間は、『おびわんっ!』は休止とし、第1部を◎としていた。ただし祝日編成であっても特別番組を放送する場合は第1部を臨時に×に変更する場合があった。）。 - 毎年7月最終金曜は『全山陰U-12サッカー選手権大会』放送のため、第1部を臨時に×に変更（この場合は祝日や年末年始、ゴールデンウイーク、お盆期間の扱いとなる）。 - 毎年8月14日は平日と重なる場合、『笑いで彩れ!鳥取しゃんしゃん祭生特番『笑祭』』放送のため、第1部を臨時に×に変更。 - 2024年9月13日・20日・27日は、第1部を臨時に○に変更。 |
| 広島県         | 広島テレビ（HTV）         | 15:48.30 - 18:55 テレビ派 | ○                               | ×                               | △                               | - 2018年4月2日から全曜日で第1部を○に変更。 - 第1部の「くわしくッ･天気」は県内のニュース・天気及びこの後の17 - 18時台ローカルパートの予告に差し替え。 - 「every.特集」を時差ネットすることがある（『テレビ派』が18時台のみの短縮版の場合は同時ネットすることがある）。 - 第1部は、2015年2月2日から2018年3月29日までは月曜 - 木曜は○、2018年7月9日 - 20日は、平成30年7月豪雨関連報道に伴う『テレビ派』のローカルパート拡大のため、全曜日で×に変更。 - 2020年4月から5月15日までは新型コロナウイルスの影響で、『テレビ派』17時台ローカルパートが休止となったため、第2部を全曜日で臨時に○に変更。 |
| 山口県         | 山口放送（KRY）           | 15:50 - 19:00 kry news every. | ○                               | ◆                               | △                               | - 2016年4月1日から全曜日で第1部を◎に、2024年4月1日から全曜日で第2部を○に各々変更。 - 第1部は、2014年3月31日から2016年3月24日までは月曜 - 木曜のみ○、2024年3月29日までは緊急放送を除いては第2部は熱血テレビを放送していた為、×であった。 - 2024年4月1日から第1部を○に変更とし、第1部の「くわしくッ・天気」は、県内のニュースと18時台ローカル枠の予告に、第2部の「木原さんのお天気」は山口県内の天気予報にそれぞれ差し替え。 - 2025年3月31日から第2部を○から◆とした上で、17:25までの部分ネットに変更。17:53までは山口県内の買物、グルメ、カルチャーなどを紹介する「Kry every.らいふ」を放送している。 |
| 徳島県         | 四国放送（JRT）           | 15:50 - 16:45 JRT news every.とくしま 16:45 - 17:53 ゴジカル! 17:53 - 18:15 JRT news every.とくしま 18:15 - 18:55 フォーカス徳島                         | ○                               | ×                               | 月曜 - 木曜…▲金曜…△             | - 2016年4月1日から第1部を○に変更（2017年4月3日より第1部・第3部に別タイトルが付けられた）。 - 祝日並びに年末年始は、編成が異なる場合があり、『ゴジカル!』が休止の場合は、第2部を単独番組扱いで臨時に○に変更する場合がある（「木原さんのお天気」は県内の天気予報に差し替え）。 - 第1部の「くわしくッ･天気」は、県内のニュース・天気及びこの後のローカル情報番組『ゴジカル!』の予告（祝日は『ゴジカル!』の予告は無し）に差し替え。 |
| 香川県･岡山県  | 西日本放送（RNC）         | 【月曜 - 木曜】 15:50 - 19:00 RNC news every. 【金曜】 15:50 - 16:38 every.フライデー 16:45 - 19:00 RNC news every.                                      | 月曜 - 木曜…○金曜…×             | ○                               | △                               | - 2017年4月3日から月曜 - 木曜のみ第1部を○に、2020年10月から第3部を△に各々変更。 - 月曜 - 木曜第1部の「くわしくッ･天気」は香川・岡山のニュース・天気に、第2部の「木原さんのお天気」は香川・岡山の天気「お天気every.」にそれぞれ差し替え。 - 『RNC news every.』内で18:50頃にニュースを録画ネット。 - 『every.フライデー』では、「every.特集」と18時台の注目ニュースを録画ネットしており、週内に放送された内容のうち1本を取り上げる。 - 2020年9月までの第3部は▲（「きょうコレ」をネット）。 |
| 愛媛県         | 南海放送（RNB）           | 15:50 - 19:00 Ch.4×every. （News Ch.4） | ◎                               | ○                               | ▲                               | - 2017年3月27日から全曜日で第1部を◎に変更。 - 第2部の「木原さんのお天気」は県内のニュースに差し替え。 - 第1部は2015年9月28日から2017年3月24日までは月曜 - 木曜のみ◎。 - 2020年5月13日は第3部の飛び降り後のローカルパート放送中に南海放送側のトラブルで音声が出なくなる放送事故が発生したため、急遽臨時で第3部を「every.特集」の途中からネット受けした（「木原さんのお天気」も差し替え無しでそのまま放送した）。 |
| 高知県         | 高知放送（RKC）           | 15:48.30 - 16:45 こうちeye 1部 18:15 - 18:55 こうちeye 2部                                                                                               | △                               | ○                               | △                               | - 第2部の「木原さんのお天気」は県内のニュース･天気に差し替え。 - 2022年3月まで『こうちeye』（現在の『こうちeye 2部』）の中で第3部の注目ニュースもしくは「まさかの出来事」を同時ネットしていたが、その日の県内ニュースの量によってはネットしない場合があった。 - 毎年8月10日･11日のよさこい祭り中継が平日と重なる場合は第2部は臨時に×に変更（荒天による開催中止の場合はネット復帰）。 - 2019年12月26日・27日は、年末特別編成に伴い『こうちeye』が休止となるため、第3部を臨時に◎に変更。また、2021年12月27日も同様の理由で第3部を臨時に○に変更した（「木原さんのお天気」は県内ニュースに差し替え）。 - 2020年4月30日、5月1日･7日･8日は、ゴールデンウィークの特別編成により『eye+スーパー』が休止となったため、第1部を臨時に○に変更。 - 2024年4月1日から第1部を△に変更(15:50 - 16:00頃まで同時ネット） |
| 福岡県         | 福岡放送（FBS）           | 15:48.30 - 19:00 めんたいワイド | ×                               | △                               | △                               | - 2019年4月1日から第2部を△に変更（16:45 - 17:01頃まで同時ネット）。 - 2015年3月30日から2019年6月28日まで、平日は新聞の番組欄において、『めんたいワイド』・『every.』・『NEWSめんたいPlus』を一括内包し「15:48 - 19:00『めんたいワイド』」と表記していた。 - 2020年4月8日から5月22日まで新型コロナウイルスによる緊急事態宣言を受け、急遽『めんたいワイド』16時台ローカルパートを縮小し、第1部を番組内包扱いで臨時で○または△に変更していた。 |
| 長崎県         | 長崎国際テレビ（NIB）     | 15:50 - 19:00 NIB news every.（news every.長崎） | ◎                               | ○                               | ▲                               | - 2018年10月1日から第1部を全曜日で◎に、2020年6月頃から第3部を▲（18:47頃から飛び乗り、エンディングまでネット）に各々変更。 - 第2部の「木原さんのお天気」は、いずれも県内の天気と18時台のニュース予告に差し替え。 - 自社制作番組を編成する場合は、第1部もしくは第2部を臨時に×に変更する。 - 2019年以降毎年6月に開催される高校総体長崎県大会の開会式当日は中継番組放送のため、第1部を臨時に×に変更する（雨天中止時はネット復帰）。 - 毎年10月7日は平日と重なる場合、長崎くんちのダイジェスト版『NIBアナウンサー勢ぞろい 20××くんちスペシャル』放送のため、第2部を臨時に×、第3部を臨時に△にそれぞれ変更する。 - 第1部は、2018年4月2日から同年9月24日までは月曜のみ○。 - 2019年8月6日･11月25日･2020年8月6日･2021年8月6日は広島テレビ制作『テレビ派』を17時台のみ臨時同時ネットのため、第2部を臨時に×に変更。 - 2022年2月25日は『news every.長崎スペシャル 長崎のあすを、未来をつくる』放送のため第2部を臨時に×、第3部を臨時に△にそれぞれ変更。 - 2022年12月26日から29日までは、年末特別編成に伴い『news every.長崎』が休止のため、第2部を臨時に◎に、第3部を臨時に○にそれぞれ変更（ただし、第3部の「木原さんのお天気」部分は県内ニュースに差し替え）。 - 2023年4月18日は『NIBトップナイター 巨人×DeNA』中継を放送のため第2部を臨時に×、第3部を臨時に△にそれぞれ変更。 |
| 熊本県         | くまもと県民テレビ（KKT） | 【月曜 - 木曜】 18:15 - 19:00 news every.くまもと 【金曜】 15:50 - 16:45 金チカっ! 18:15 - 19:00 news every.くまもと                                     | 月曜 - 木曜…○金曜…×             | ○                               | ▲                               | - 2021年3月29日から第3部を▲（18:52頃に飛び乗り、エンディングまでネット）に、2024年4月1日から月曜 - 木曜のみ第1部を○に、金曜のみ第1部を×に、全曜日で第2部を○に各々変更。 - 月曜 - 木曜第1部の「くわしくッ･天気」は県内のニュースに差し替え。 - 2018年10月から第1部の「くわしくッ･天気」部分は県内の天気及びこの後のローカル情報番組『てれビタ』の予告に差し替えていたが、その後は差し替え無しで放送していた。 - 18:40頃から「every. culture&sports（カルスポっ!）」を撮って出しで時差ネット。 - 2020年4月27日 - 5月8日の間、新型コロナウイルスによる『てれビタ』の放送時間変更のため、第2部を臨時に○に変更。また、5月4日 ‐ 6日は加えて第3部も臨時に▲に変更（エンディングまでネット。県内ニュース・天気予報は18:15 - 18:45頃に本番組のフォーマットで放送）。 - 第1部は、2017年1月4日から2024年3月28日までは◎。 - 第2部は、2024年3月29日までは×。 |
| 鹿児島県       | 鹿児島読売テレビ（KYT）   | 15:50 - 18:15 KYT news every. 18:15 - 19:00 KYT news every.かごしま                                                                                      | ○                               | ○                               | ▲                               | - 2024年4月1日から全曜日で第1部を○に変更。 - 第1部の「くわしくッ･天気」は「かごしま空チェック」（県内の天気）に差し替え。 - 第2部の「木原さんのお天気」は県内のニュース･天気に差し替え。 - 2018年4月から金曜も「きょうコレ」のネットを再開。 - 第1部は2020年7月6日から2024年3月29日まで月曜 - 水曜のみ○。 - 2012年3月までは全曜日で、2014年10月から2017年9月までは金曜のみローカルニュース内で、「every. culture&sports（カルスポっ!）」を時差ネットしていた。 - 第3部は、2014年10月3日から2018年3月23日までは金曜のみ△。 - 2021年6月7日 - 10日は17時台に『news every.かごしまスペシャルウィーク』を放送のため、第2部を臨時に△に変更。 |

### 土曜版のネット局
- 放送時間（東京発）について
  - ○…フルネット
  - △…全国枠のみ（17:00 - 17:18.20）の放送
  - ▲…17:18.20飛び降り後にローカルニュースを放送した後、再び全国の天気「杉江さんのおでかけWeather」[注釈 99]から飛び乗り
- 17:18.20 - 17:30はローカルセールス枠のため日本テレビ以外の各局ではその日の都合で臨時に○になったり、17:20になってからも東京発のニュースを1・2個程度伝えてから飛び降りる場合がある。

| 放送対象地域   | 放送局                    | 番組タイトル                                                                   | 放送時間      | 備考                                                                       |
| 放送対象地域   | 放送局                    | 番組タイトル                                                                   | 17:00 - 17:30 | 備考                                                                       |
| -------------- | ------------------------- | ------------------------------------------------------------------------------ | ------------- | -------------------------------------------------------------------------- |
| 関東広域圏     | 日本テレビ（NTV）         | news every.サタデー                                                            | ○             | 【制作局】                                                                 |
| 北海道         | 札幌テレビ（STV）         | news every.サタデー                                                            | ▲             | - ローカルニュース終了後の17:27.30に再び飛び乗り、エンディングまでネット。 |
| 青森県         | 青森放送（RAB）           | news every.サタデー東奥日報ニュース（17:20 - 17:30）                           | △             |                                                                            |
| 岩手県         | テレビ岩手（TVI）         | news every.サタデー                                                            | △             |                                                                            |
| 宮城県         | ミヤギテレビ（MMT）       | ミヤギテレビnews every.サタデーミヤテレだよん（17:25 - 17:30）                 | △             |                                                                            |
| 秋田県         | 秋田放送（ABS）           | さきがけ・ABSニュースABSヨンチャンなび（17:25 - 17:30）                        | △             |                                                                            |
| 山形県         | 山形放送（YBC）           | YBC news every.サタデーYBCお天気情報（17:26 - 17:30）                          | △             |                                                                            |
| 福島県         | 福島中央テレビ（FCT）     | news every.サタデー                                                            | △             |                                                                            |
| 山梨県         | 山梨放送（YBS）           | news every.サタデーYBSニュース（17:20 - 17:30）                                | △             |                                                                            |
| 新潟県         | テレビ新潟（TeNY）        | news every.サタデー                                                            | △             |                                                                            |
| 長野県         | テレビ信州（TSB）         | news every.サタデー天気予報（17:25 - 17:30）                                   | △             |                                                                            |
| 静岡県         | 静岡第一テレビ（SDT）     | news every.しずおかサタデー                                                    | △             |                                                                            |
| 富山県         | 北日本放送（KNB）         | KNB news every.サタデー天気予報（17:25 - 17:30）                               | △             |                                                                            |
| 石川県         | テレビ金沢（KTK）         | テレビ金沢news every.サタデー                                                  | △             |                                                                            |
| 福井県         | 福井放送（FBC）           | FBC news every.サタデー                                                        | △             |                                                                            |
| 中京広域圏     | 中京テレビ（CTV）         | news every.サタデー                                                            | △             |                                                                            |
| 近畿広域圏     | 読売テレビ（ytv）         | news every.サタデー                                                            | △             |                                                                            |
| 鳥取県・島根県 | 日本海テレビ（NKT）       | news every.サタデー                                                            | △             |                                                                            |
| 広島県         | 広島テレビ（HTV）         | news every.サタデー                                                            | △             |                                                                            |
| 山口県         | 山口放送（KRY）           | news every.サタデーKRYニュース・天気予報（17:20 - 17:30）                      | △             |                                                                            |
| 徳島県         | 四国放送（JRT）           | news every.サタデー徳島新聞ニュース（17:20 - 17:25）天気予報（17:25 - 17:30）  | △             |                                                                            |
| 香川県・岡山県 | 西日本放送（RNC）         | news every.サタデー                                                            | △             |                                                                            |
| 愛媛県         | 南海放送（RNB）           | news every.サタデー                                                            | △             |                                                                            |
| 高知県         | 高知放送（RKC）           | news every.サタデーRKCニュース（17:20 - 17:26）だいいち情報局（17:26 - 17:30） | △             |                                                                            |
| 福岡県         | 福岡放送（FBS）           | news every.サタデー                                                            | △             |                                                                            |
| 長崎県         | 長崎国際テレビ（NIB）     | news every.サタデー                                                            | △             |                                                                            |
| 熊本県         | くまもと県民テレビ（KKT） | news every.サタデーKKT NEWS（17:20 - 17:30）                                   | △             |                                                                            |
| 鹿児島県       | 鹿児島読売テレビ（KYT）   | KYT news every.サタデー                                                        | △             |                                                                            |

## スタッフ
- タイトルCG：杉江宏憲（CRYPTOMERIA）[64]
- ナレーター：伊藤英敏、清水秀光、木原実、屋良有作、近藤隆、小桜エツコ
- 総合演出：田中裕樹（2021年12月1日 -、 2018年12月3日 - 2019年10月25日はプロデューサー）
- プロデューサー：小江翼、片田やよい（共に2023年6月1日 - ）
- 統括プロデューサー：佐野正法（2023年6月1日 -、2017年12月1日 - 2019年11月29日はプロデューサー）
- チーフプロデューサー：高橋雅昭（2023年6月1日 -、2016年12月1日 - 2021年11月30日は総合演出）
- 制作：富永有一（2021年12月1日 -、以前は総合演出→2016年12月1日 - 2017年11月30日までは統括プロデューサー→2017年12月1日 - 2019年5月31日はCP）
- 製作著作：日本テレビ

### 過去のスタッフ
- プロデューサー：藤井潤、下村忠文（下村→2014年5月まで）、斉山嘉伸（2016年6月1日 - 2017年5月31日）、矢野尚子（2014年6月2日 - 2016年5月31日と2017年6月1日 - 2018年11月30日、一時離脱►復帰）、中村光宏（2019年10月28日 - 2023年5月31日）
- 統括プロデューサー：髙野子賢一（2018年6月1日 - 11月30日、2017年6月1日 - 2018年5月31日まではプロデューサー）、大野伸（2018年12月3日 - 2023年5月31日）
- チーフプロデューサー：山田克也（2016年5月31日まで）、小谷野俊介（2016年6月1日 - 2017年5月31日）、尾崎浩行（2017年6月1日 - 11月30日、以前は統括プロデューサー）、三浦俊明（2019年10月28日 - 2020年9月30日）、舟津宜史（2019年6月3日 - 2021年11月30日、2018年12月3日 - 2019年5月31日までは統括プロデューサー）、納富隆治（2021年12月1日 - 2023年5月31日）

## 使用曲
※（）内の数字はJASRAC作品コードを表す。
| 期間                           | 番組テーマ曲 | 備考 |
| ------------------------------ | --- | --- |
| 2010年3月29日 - 2016年11月26日 | MAYUKO オープニング／NEWS EVERY.（170-1937-1） エンディング／NEWS EVERY．（170-1939-7）                         | MAYUKOはオープニングのスキャットやタイトルコール・お天気コーナーや各コーナーBGMも担当。 また、当番組と同時期に開始された『Going!Sports&News』のテーマ曲も担当している。 |
| 2016年11月28日 - 2024年3月23日 | MAYUKO オープニング・テーマ2016／NEWS EVERY.（224-7511-7） エンディング・テーマ2016／NEWS EVERY．（224-7623-7） | テーマ曲は初代のものを踏襲したもの。 |
| 2024年3月25日 - 現在           | MAYUKO NEWS EVERY.オープニングタイトルBGM2024（303-8661-6） NEWS EVERY．エンディングBGM2024（303-8665-9）       | テーマ曲は2代目のアレンジ版。 |